# 希特凯
希特凯，是匈牙利沃什州所辖的一个村，总面积27.20平方公里，总人口634，人口密度23.3人/平方公里（2010年1月1日）。